# Oceano (singolo Lisa)
Oceano è il brano scritto da Mauro Malavasi, Leo Z ed Andrea Sandri con cui Lisa si esibì al Festival di Sanremo 2003 dove si classificò al 6º posto.

## Cover
Il brano è reinterpretato dal cantante statunitense Josh Groban (nell'album Closer del 2003) e dai Turilli/Lione Rhapsody (nell'album Zero Gravity (Rebirth and Evolution) del 2019).
In Italia verrà ripreso nella prima edizione di X Factor Italia (2008) da Ilaria Porceddu.
Nel 2016 Chiara Grispo interpreta il brano al serale di Amici 15.

## Formazione
Musicisti
- Lisa: voce, cori
- Mauro Malavasi: tastiera, cori, arrangiamento

## Classifiche
| Classifica (2003) | Posizione massima |
| ----------------- | ----------------- |
| Italia            | 28                |